# Гана Поніцка
Гана Поніцка, Гана Поницька (словац. Hana Ponická; *15 липня 1922, Галич — †21 серпня 2007, Банська-Бистриця) — словацька письменниця, публіцистка, перекладачка, громадська діячка, дисидентка.

## Біографія
Учасниця словацького національного повстання 1944. В 1948-1950 разом зі своїм чоловіком, поетом Штефаном Жари, жила в Римі. Після повернення на батьківщину працювала літературним редакторам журналу «Smena na nedeľu».
У 1956-1977 — член Спілки письменників. У 1968 за протести проти вторгнення військ Варшавського договору до Чехословаччини була звільнена з роботи. Пізніше в 1972 її звільнили з редакції газети «Smena».
У 1977 Гана Поніцка планувала виступити на з'їзді Спілки письменників ЧССР з критикою сучасної культурної політики, однак виступити їй не дозволили, але в протокол її доповідь була внесена. З цього періоду Поніцку виключили зі Спілки письменників. Публікація творів Поніцкої перебувала під забороною.
Представник літературного андеґраунду Чехословаччини.
У 1977 вона разом з Вацлавом Гавелом і іншими чехословацькими інтелектуалами, підписала маніфест прав людини «Хартія-77».
Аж до 1989 — активна дисидентка, тексти Гани Поніцкої виходили в самвидаві і за кордоном, читалися на радіо «Вільна Європа». У серпні 1989 за організацію мітингу в річницю радянського вторгнення в Чехословаччину Гана Поніцка була арештована, але в листопаді звільнена «оксамитовою революцією».
У 1990 — одна з творців Християнсько-демократичного руху (KDH).

## Нагороди
- Медаль «За заслуги Чеської республіки» I ступеня (1996)
- Орден Людовіта Штура I ступеня (2002).

## Творчість
Гана Поніцка — автор повістей і оповідань для дітей і дорослих, кіносценаріїв. Переклала на словацьку мову ряд літературних творів письменників Італії, Франції, Угорщини та Німеччини.

## Вибрана бібліографія
- 1959 — Ábelovský dom
- 1964 — Prísť, odísť, розповіді
- 1968 — Bosými nohami, розповіді
- 1974 — Janko Novák
- 1989 — Lukavické zápisky
- 1990 — Milan Rastislav Štefánik

## Твори для дітей і юнацтва
- 1953 — Slávikove husličky
- 1961 — O Štoplíkovi
- 1968 — Svietiaca ryba
- 1955 — Halúzky
- 1955 — Medvedí rok
- 1961 — Zimná rozprávka
- 1961 — Malí mičurinci
- 1972 — O parádnici lienke
- 1991 — O Štoplíkovi, kým do školy nechodil
- 1991 — Ako Štoplík do školy chodil-nechodil

## Сценарій
- 1976 — Zlatá réva (фильм, реж. Л. Филан, 1977)
- Умерла Хана Поницка [Архівовано 4 березня 2016 у Wayback Machine.]

1. 1 2  Evidence zájmových osob StB
2. ↑  Чеська національна авторитетна база даних
3. ↑  Identifiants et Référentiels — ABES, 2011.